# Dragon Trainer - Il mondo nascosto
Dragon Trainer - Il mondo nascosto (How to Train Your Dragon: The Hidden World) è un film d'animazione del 2019 sceneggiato e diretto da Dean DeBlois.
La pellicola è il sequel di Dragon Trainer 2 (2014) e il terzo ed ultimo film del franchise di Dragon Trainer.
L'uscita del film è stata confermata per la prima volta nel dicembre 2010 dal CEO di DreamWorks Jeffrey Katzenberg che ha dichiarato che la serie Dragon Trainer sarebbe stata di "almeno tre" capitoli, una dichiarazione ulteriormente supportata dai commenti di Dean DeBlois sul secondo film scritto intenzionalmente come seconda parte di una trilogia.

## Trama
È passato un anno da quando Hiccup, ora capo di Berk, ha realizzato il suo sogno di creare una società pacifica, dove uomini e draghi vivono insieme. Anche se Hiccup è contento degli eventi attuali, le sue missioni costanti con Sdentato, Astrid, sua madre Valka e la banda di Cavalieri di Draghi, nel salvare draghi dai vari cacciatori hanno fatto diventare Berk sovrappopolata di draghi. In una particolare missione, Hiccup e i suoi mancano un drago, una Furia Chiara (sottospecie della Furia Buia) che può diventare invisibile. I suoi rapitori consegnano il drago a uno spietato e sinistro cacciatore di draghi chiamato Grimmel il Grifagno, un ex allievo del defunto Drago Bludvist, che promette di usarlo per dare la caccia a Sdentato e consegnarlo ai cacciatori, così che essi possano prendere tutti i draghi di Berk.
Giorni dopo, Sdentato e la Furia Chiara si incontrano, e Sdentato ne è immediatamente attratto, ma è disilluso quando la Furia Chiara scappa da lui non appena accortasi della presenza di Hiccup. Il giorno seguente, Hiccup e Sdentato, nel cercare la Furia Chiara, si imbattono in una delle trappole di Grimmel, indice della presenza del cacciatore nella zona: quella notte infatti Grimmel visita Hiccup, minacciandolo di portargli via tutto ciò che ama se non gli consegna Sdentato. Gli rivela inoltre che è stato lui ad uccidere tutte le Furie Buie, e che vedere umani e draghi che collaborano è la cosa che odia di più in assoluto. Il cacciatore viene colto di sorpresa da un attacco dei Cavalieri di Draghi, ma riesce a scappare. Dopo questo fatto, Hiccup si rende conto che lui, la sua gente e i loro draghi, devono spostarsi in un luogo più sicuro, di cui il padre Stoick una volta gli parlò: un mondo nascosto dove vivono e da dove provengono tutti i draghi.
La gente e i draghi di Berk seguono Hiccup verso il Mondo Nascosto. I cacciatori giunti a Berk la trovano disabitata, iniziano perciò a stancarsi dei lenti progressi di Grimmel nella consegna di Sdentato. Intanto i vichinghi trovano rifugio in una nuova isola più grande dove poter riposare, ma presto si sentono a loro agio e decidono di rimanere lì fin quando possibile. Sdentato incontra ancora la Furia Chiara, e dopo che lei alla vista di Hiccup fugge un'altra volta, il ragazzo capisce che è giunto il momento di dare indipendenza al suo amico drago per permettergli di incontrare la Furia Chiara anche senza di lui. Così ricrea la protesi automatica per la sua coda così che possa volare da solo, dopodiché Sdentato se ne va con la Furia Chiara, che lo porta nel Mondo Nascosto.
Nel frattempo, Valka mette in guardia i Cavalieri di Draghi dell'imminente arrivo di Grimmel e del suo esercito. Hiccup, deciso a fermare Grimmel una volta per tutte, lancia una missione per catturarlo, ma vengono attaccati e catturati a loro volta: fortunatamente riescono tutti a scappare, meno Testabruta, che viene fatta prigioniera, ma subito dopo la ragazza viene rilasciata a causa del suo comportamento molesto e fastidioso e torna dagli altri, ignara del fatto che Grimmel l'ha seguita per scoprire dove si trova la Nuova Berk.
Avendo bisogno di Sdentato al loro fianco, Hiccup e Astrid partono alla ricerca del drago e finiscono per trovare il Mondo Nascosto, scoprendo che Sdentato e la Furia Chiara stanno vivendo pacificamente insieme con tutti i draghi come re e regina. Tuttavia, i due ragazzi vengono scoperti da dei draghi selvatici che li attaccano, costringendo Sdentato a lasciare il Mondo Nascosto e a riportare Hiccup e Astrid a Nuova Berk, facendo realizzare al ragazzo che gli umani non possono vivere nel Mondo Nascosto, poiché quel luogo è fatto solo per i draghi. Decide perciò di lasciare andare Sdentato a vivere nel Mondo Nascosto, finché non vede che anche la Furia Chiara li ha seguiti. Ma sia Sdentato sia la Furia Chiara vengono catturati da Grimmel, che li riporta al suo esercito e, sfruttando i poteri da alfa di Sdentato, costringe anche i draghi di Berk a seguirli per imprigionarli con gli altri già catturati altrove dalla flotta.
Incoraggiato da Astrid, che dice a Hiccup che lui è sempre stato un vichingo unico e determinato anche senza Sdentato, Hiccup parte con i Cavalieri dei Draghi per salvare Sdentato, la Furia Chiara e i draghi rapiti, usando le invenzioni del giovane capoclan. Riescono a prendere l'esercito di Grimmel alla sprovvista e Sdentato ordina ai draghi di ribellarsi, scatenando un'enorme ed epica battaglia. Tuttavia, Grimmel rapisce la Furia Chiara e la narcotizza, per farla obbedire ai suoi comandi, mentre Sdentato e Hiccup lo inseguono. In un ultimo tentativo di dimostrare che il rapporto tra umani e draghi è falso, Grimmel colpisce Sdentato, facendolo così precipitare verso il vuoto. Realizzando che non può salvare Sdentato da solo, il ragazzo libera la Furia Chiara, chiedendole di salvare Sdentato anziché lui, sacrificandosi così per salvare il suo amico drago. Mentre Hiccup e Grimmel cadono in aria, la Furia Chiara porta Sdentato in salvo, ma inaspettatamente torna indietro e salva Hiccup appena in tempo e lo riporta sull'isola, mentre il malvagio cacciatore precipita a morte in mare.
Rendendosi conto che i draghi saranno più al sicuro lontani dagli umani, poiché il mondo non è ancora pronto per una convivenza pacifica tra le due specie, Hiccup e Sdentato si dicono addio e tutti i Cavalieri dei Draghi e gli abitanti di Berk salutano e liberano i loro draghi, mentre Sdentato guida i suoi simili in salvo, verso il Mondo Nascosto. Mesi dopo, i berkiani si insediano definitivamente nella Nuova Berk, mentre Hiccup e Astrid si sposano in una grande cerimonia. Anni dopo, Hiccup, Astrid e i loro due bambini si recano al confine del Mondo Nascosto, dove si riuniscono con Tempestosa, Sdentato, la Furia Chiara e i loro tre cuccioli. Hiccup afferma che, fino a quando gli esseri umani non avranno imparato a rispettare i draghi, questi aspetteranno, fino al giorno in cui potranno tornare in pace.

## Personaggi

### Nuovi draghi
Nuove specie di drago sono introdotte nel terzo film. Esse sono:
- Furia Chiara: La Furia Chiara è un drago di classe Strike, di medie dimensioni e parente stretto del Furia Buia. La sua capacità è di mimetizzarsi nel cielo, anche durante le ore diurne. Con la sua colorazione sul bianco/panna, la Furia Chiara si nasconde perfettamente tra nuvole e foschie. La Furia Chiara possiede anche un "effetto scenico", la sua peculiare caratteristica è rendersi invisibile sfruttando la commistione del suo fiato incandescente e uno sprint all'interno di esso.
- Pinzamortale: I Pinzamortali sono una razza medio-grande di draghi, che appartengono alla classe Strike, che appaiono come "scagnozzi dell'antagonista" del terzo film. Hanno la pelle corazzata da spesse squame, sono dotati di zanne sporgenti retrattili, code munite di aculeo e sputano acido corrosivo che si incendia quando entra in contatto con l'aria. Se in branco, si muovono come una cosa sola, i Pinzamortali amano la caccia e colpiscono soprattutto le prede indifese.
- Tritafogna Vermiglio: Sono una razza di grandi dimensioni che appartengono alla classe Boulder. Questi draghi sono dotati di impressionanti corna (simili a quelle delle alci) e una coda a forma di ascia, possono avere una colorazione del manto che varia dal rosso all'arancione. Sono più gentili di quanto appaiano e preferiscono essere lasciati in pace, ma quando ce n'è bisogno, tuttavia, hanno la capacità di sputare lava fusa prima di speronare gli avversari.
- Luce Notturna: le Luci Notturne sono l'unione tra una Furia Buia e una Furia Chiara. Appartengono alla classe Strike e sono i primi ibridi di drago nato da due razze diverse di draghi. Il colore del manto è un misto tra il nero e il bianco e possiedono le stesse abilità dei genitori.

## Produzione
Nel 2015 dopo il successo di Dragon Trainer 2, la Dreamworks Animation annuncia che un terzo capitolo era in via di sviluppo e che Dean DeBlois regista del primo e secondo capitolo avrebbe diretto e scritto la sceneggiatura anche del terzo episodio della saga e che sarebbe stata la conclusione dell'intero franchise.
Inizialmente previsto per giugno del 2016, nel settembre del 2014, il film venne rinviato al giugno del 2017. Il regista spiegava che il rinvio era necessario per avere una buona sceneggiatura che non era ancora pronta e che un'uscita per il 2016 era ancora troppo ambiziosa per il progetto.
Nel gennaio del 2015 a causa della ristrutturazione del suo reparto d'animazione, la Dreamworks decise di rinviare ulteriormente il film al maggio del 2018.
Nel giugno del 2016, a seguito dell'acquisizione della Dreamworks Animation da parte di Universal Pictures, quest'ultima in accordo con il regista Dean DeBlois rinviò la data di uscita al giugno del 2018, in quanto la prima bozza della sceneggiatura era stata completata ma doveva essere riscritta.
A dicembre del 2016, la data venne rinviata ulteriormente al marzo del 2019.
Nel settembre del 2017 venne confermato che il copione era pronto, oltre al ritorno nel cast di: Jay Baruchel, America Ferrera, Cate Blanchett, Craig Ferguson, Jonah Hill, Kit Harington, Kristen Wiig, Christopher Mintz-Plasse e Gerard Butler. Vennero inoltre confermate come new entry un nuovo antagonista, F. Murray Abraham e Justin Ripple, in sostituzione di T. J. Miller, che aveva doppiato Testaditufo nei primi due film.
Nell'aprile 2018 è stato annunciato il titolo del film, ovvero How To Train Your Dragon: The Hidden World, mentre in Italia il titolo è Dragon Trainer - Il mondo nascosto.
A settembre 2018, la data di uscita americana è stata spostata dal 1º marzo 2019 al 22 febbraio 2019.

## Colonna sonora
John Powell, già compositore delle musiche dei primi due film (il lavoro per il primo, gli era valsa una candidatura agli Oscar), è tornato a comporre anche quelle del terzo. Il film vede anche il ritorno di Jón Þór Birgisson, detto "Jónsi", che ha scritto e cantato la canzone Together From Afar. Jónsi aveva già realizzato le canzoni per i precedenti film, rispettivamente Stick and Stones per il primo film, e Where No One Goes per il secondo film.

### Tracce
1. Raiders Return to Busy, Busy Berk – 5:26
2. Dinner Talk / Grimmel's Introduction – 3:53
3. Legend Has It / Cliffside Playtime – 4:21
4. Toothless: Smitten – 3:15
5. Worst Pep Talk Ever – 2:40
6. Night Fury Killer – 3:35
7. Exodus! – 4:38
8. Third Date – 6:48
9. New 'New Tail' – 1:28
10. Furies in Love – 3:03
11. Killer Dragons – 5:04
12. With Love Comes a Great Waterfall – 2:08
13. The Hidden World (con i vocali di Jónsi) – 5:16
14. Armada Battle – 8:40
15. As Long As He's Safe – 6:29
16. Once There Were Dragons – 5:45
17. Together From Afar (interpretata da Jónsi) – 3:17

## Distribuzione
Il film inizialmente sarebbe dovuto uscire nelle sale statunitensi il 1º marzo 2019, poi è stata anticipata al 22 febbraio.
In Australia,  è stato distribuito il 3 gennaio 2019, nel Regno Unito il 1º febbraio 2019, e in Italia il 31 gennaio 2019.
Dragon Trainer - Il mondo nascosto fu il primo film DreamWorks a non approdare su Netflix, in seguito alla decisione della Universal di lasciar scadere il contratto con la piattaforma di streaming, progettando di distribuire il film sul proprio servizio di streaming, Peacock, la cui apertura è stata annunciata per il 2020.

### Edizione italiana
L'edizione italiana del film è stata curata dalla Universal Pictures International Italy. La direzione del doppiaggio e la supervisione dei dialoghi sono a cura di Marco Mete, assistito da Roberta Schiavon, per conto della CDC Sefit Group che si è anche occupata della sonorizzazione.

## Accoglienza

### Incassi
Il film ha incassato negli USA ben 160 milioni di dollari e 361 milioni di dollari negli altri paesi, per un totale mondiale di circa 522 milioni di dollari in tutto il mondo, a fronte di un budget di produzione di 129 milioni di dollari.
In Italia nel primo giorno di programmazione ha incassato 253 000 euro. In tre giorni il film incassa 1.7 milioni di euro. Nel primo fine settimana di programmazione, il film incassa 3.1 milioni di euro. Nel secondo fine settimana di programmazione, il film incassa in totale 5.5 milioni di euro. Il film chiude con un incasso totale di 7.2 milioni di euro.

### Critica
Il film è stato accolto in maniera positiva dalla critica. Su Rotten Tomatoes ha un indice di gradimento del 91% basato su 245 critiche con un voto medio di 7.5/10, il consenso critico dichiara: “Un raro terzo capitolo che funziona davvero, Dragon Trainer - Il mondo nascosto porta la sua saga ad una conclusione visivamente abbagliante ed emozionante.” Su Metacritic, invece, ha un punteggio del 72 su 100 basato su 31 recensioni indicato come “recensioni generalmente favorevoli”.

## Riconoscimenti
- 2020 - Premi Oscar[3]
  - Candidatura al miglior film d'animazione
- 2020 - Golden Globe[4]
  - Candidatura al miglior film d'animazione
- 2019 - Chicago Film Critics Association Awards[5]
  - Candidatura al miglior film d'animazione
- 2019 - San Diego Film Critics Society Awards[6]
  - Candidatura al miglior film d'animazione
- 2020 - Critics' Choice Awards[7]
  - Candidatura al miglior film d'animazione